# Ammophila menghaiana
Ammophila menghaiana es una especie de avispa del género Ammophila, familia Sphecidae.

## Taxonomía
Fue descrito por primera vez en 1989 por Li y Ch. Yang.
.